# Daniel Buballa
Daniel Buballa (* 11. Mai 1990 in Bergisch Gladbach) ist ein deutscher Fußballspieler.

## Karriere
Buballa kommt aus Asbach (Ortsteil Heide) und besuchte das private staatlich anerkannte Gymnasium der Franziskanerinnen von Nonnenwerth im Rhein. Buballa begann im Alter von sechs Jahren in der Jugendabteilung des TuS Asbach mit dem Fußballspielen. Mit 19 Jahren schloss sich der Linksfüßer, der neben der defensiven auch auf der offensiven linken Außenbahn eingesetzt werden kann, dem damaligen Oberligisten SV Roßbach/Verscheid an. Bei den Wiedtalern unter Trainer Stefan Krämer hatte er eineinhalb Jahre lang gespielt, ehe er im Januar 2011 Angebote des 1. FC Köln und der TuS Koblenz ablehnte und zum 1. FSV Mainz 05 wechselte, in dessen zweiter Mannschaft in der Regionalliga West er eingesetzt wurde.
Im Sommer 2012 nahm ihn der Zweitliga-Aufsteiger VfR Aalen unter Vertrag. In der Mannschaft von Ralph Hasenhüttl erkämpfte sich Buballa einen Stammplatz als Linksverteidiger und gab am ersten Spieltag der Saison 2012/13 beim 4:1-Auswärtssieg gegen den MSV Duisburg sein Profiliga-Debüt. Am 5. Spieltag der Saison 2013/14 erzielte er sein erstes Tor im Profifußball beim Heimspiel des VfR gegen den 1. FC Kaiserslautern. In zwei Jahren bestritt er insgesamt 64 Ligaspiele mit der Mannschaft.
Zur Saison 2014/15 wechselte Buballa zum Ligakonkurrenten FC St. Pauli, bei dem er sich in der Folge ebenfalls als Stammspieler durchsetzen konnte. In der Partie gegen den VfL Bochum in der Zweitligasaison 2016/17 stieß Buballa mit dem gegnerischen Torhüter Manuel Riemann zusammen und zog sich ein Schädel-Hirn-Trauma zu, woraufhin er längere Zeit ausfiel und seinen Stammplatz verlor. Nach insgesamt sieben Jahren im Verein und 191 bestrittenen Zweitligaspielen lief sein Vertrag zum Ende der Saison 2020/21 aus.
Im Sommer 2021 schloss sich Buballa daraufhin zur Spielzeit 2021/22 dem Drittligisten FC Viktoria Köln an, für welchen er bis zum Ende der Saison 2022/23 auflief. Buballa war in der Saison 2022/23 zusätzlich als Co-Trainer der U16 des Viktoria-NLZ tätig. Nach halbjähriger Vereinslosigkeit verpflichtete ihn Ende Januar 2024 der Oberligist Eintracht Trier. Am Saisonende stieg er mit der Mannschaft in die Regionalliga Südwest auf. Im Sommer 2025 verließ Buballa den Klub wieder und schloss sich seinem Jugendverein, dem Bezirksligisten TuS Asbach an.

## Erfolge
- Mittelrheinpokalsieger: 2022, 2023

## Privates
Buballa heiratete seine langjährige Freundin Katharina und wurde im Herbst 2017 Vater einer Tochter. Er hat zwei Brüder, die auch beim TuS Asbach spielen, sowie eine Schwester.